# Rubival Cabral Britto

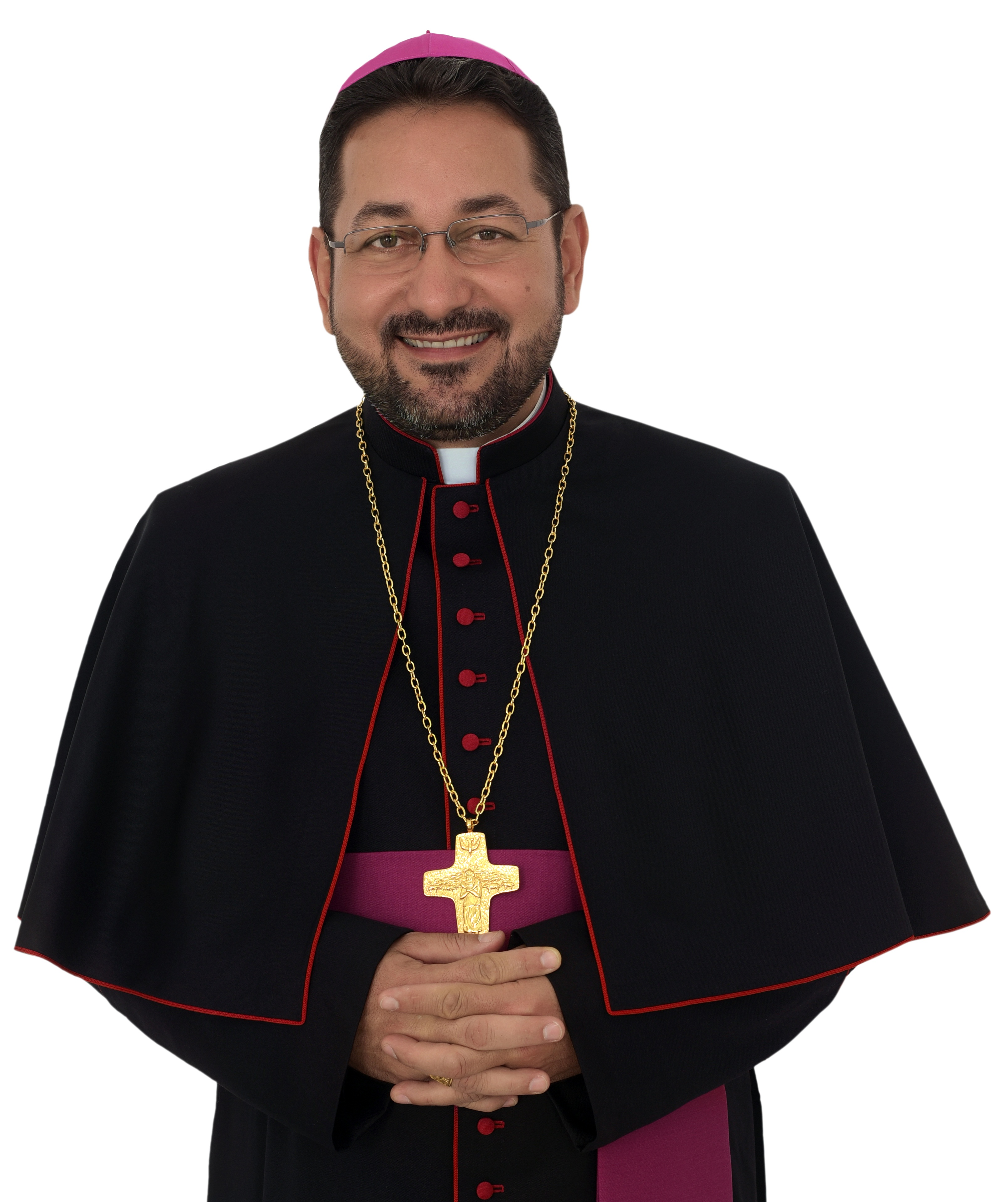
Rubival Cabral Britto

Rubival Cabral Britto OFMCap (* 21. Juli 1969 in Jaguaquara, Bahia, Brasilien) ist ein brasilianischer Ordensgeistlicher und römisch-katholischer Bischof von Bom Jesus da Lapa.

## Leben
Rubival Cabral Britto trat der Ordensgemeinschaft der Kapuziner bei und empfing am 17. Dezember 2000 das Sakrament der Priesterweihe.
Am 7. Dezember 2016 ernannte ihn Papst Franziskus zum Bischof von Grajaú. Der Erzbischof von Vitória da Conquista, Luís Gonzaga Silva Pepeu OFMCap, spendete ihm am 11. Februar des folgenden Jahres die Bischofsweihe. Mitkonsekratoren waren der Erzbischof von Belo Horizonte, Walmor Oliveira de Azevedo, und der Bischof von Jequié, José Ruy Gonçalves Lopes OFMCap.
Am 13. März 2024 ernannte ihn Papst Franziskus zum Bischof von Bom Jesus da Lapa. Die Amtseinführung fand am 22. Mai desselben Jahres statt.